# Amphinemura kawaii
Amphinemura kawaii är en bäcksländeart som beskrevs av Tatemi Shimizu 1997. Amphinemura kawaii ingår i släktet Amphinemura och familjen kryssbäcksländor. Inga underarter finns listade i Catalogue of Life.